# Elezioni presidenziali in Siria del 1949
Le elezioni presidenziali in Siria del 1949 si tennero il 25 giugno, contestualmente ad un referendum costituzionale. L'unico candidato, Husni al-Za'im, fu eletto Presidente col 99,4% dei voti.

## Risultati
| Scelta   | Voti    | %     |
| -------- | ------- | ----- |
| A favore | 726 116 | 99,37 |
| Contro   | 4 615   | 0,63  |
| Totale   | 730 731 | 100   |